# Habib Bellaïd
Habib Mohamed Bellaïd (ur. 28 marca 1986 w Bobigny) – algierski piłkarz występujący na pozycji obrońcy.

## Kariera klubowa
Swoją karierę Bellaïd rozpoczynał w roku 2002 w juniorskim zespole RC Strasbourg. Do pierwszej drużyny tego klubu włączony został włączony trzy lata później. W Ligue 1 zadebiutował 2 października 2005 w zremisowanym 1:1 meczu z Troyes AC. W swoim pierwszym sezonie w drużynie ze Strasburga zaliczył 11 występów i wraz ze swoim klubem spadł do Ligue 2. 26 stycznia 2007 w wygranym 1:0 spotkaniu z Chamois Niortais FC zdobył swoją pierwszą ligową bramkę. Cały sezon 2006/2007 zakończył z 31 występami oraz dwoma bramkami. RC Strasbourg zajął natomiast trzecie miejsce w tabeli drugiej ligi i awansował do Ligue 1. W swojej drużynie Bellaïd występował jeszcze przez jeden sezon, w którym również był podstawowym zawodnikiem. W letnim okienku transferowym przeszedł do Eintrachtu Frankfurt. Łącznie we francuskim zespole zaliczył 78 występów.
Swój pierwszy mecz w Bundeslidze rozegrał 17 sierpnia 2008 przeciwko Hercie BSC (0:2).
| Sezon   | Klub                       | Kraj     | Rozgrywki             | Mecze | Bramki |
| ------- | -------------------------- | -------- | --------------------- | ----- | ------ |
| 2005/06 | RC Strasbourg              | Francja  | Ligue 1               | 15    | 0      |
| 2006/07 | RC Strasbourg              | Francja  | Ligue 2               | 31    | 2      |
| 2007/08 | RC Strasbourg              | Francja  | Ligue 1               | 32    | 0      |
| 2008/09 | Eintracht Frankfurt        | Niemcy   | Bundesliga            | 22    | 0      |
| 2009/10 | RC Strasbourg              | Francja  | Ligue 2               | 13    | 0      |
| 2009/10 | US Boulogne                | Francja  | Ligue 1               | 9     | 0      |
| 2010/11 | CS Sedan                   | Francja  | Ligue 2               | 22    | 1      |
| 2011/12 | Eintracht Frankfurt        | Niemcy   | 2. Bundesliga         | 1     | 0      |
| 2012/13 | CS Sedan                   | Francja  | Ligue 2               | 28    | 0      |
| 2013/14 | MC Algier                  | Algieria | Championnat d’Algérie | 15    | 0      |
| 2014/15 | CS Sfaxien                 | Tunezja  | CLP 1                 | 2     | 0      |
| 2014/15 | Royal White Star Bruxelles | Belgia   | Tweede klasse         | 6     | 1      |
| 2015    | Sarpsborg 08 FF            | Norwegia | Eliteserien           | 7     | 0      |
| 2016/17 | AC Amiens                  | Francja  | CFA                   | 28    | 0      |
| 2017/18 | AC Amiens                  | Francja  | CFA                   | 24    | 0      |
| 2018/19 | CS Sedan                   | Francja  | CFA                   | 20    | 0      |

## Kariera reprezentacyjna
W latach 2006–2008 Bellaïd zaliczył 16 występów oraz zdobył 2 bramki w reprezentacji Francji do lat 21.
Ponadto wystąpił jeden raz w reprezentacji Algierii, 28 maja 2010 w przegranym 0:3 towarzyskim meczu z Irlandią. W tym samym roku został powołany do kadry na mistrzostwa świata, zakończone przez Algierię na fazie grupowej.